# 게임샐러드
게임샐러드(영어: GameSalad)는 주식회사 게임샐러드(영어: GameSalad Inc., 구 Gendai Games)사가 만든 게임 개발 엔진이다. 게임샐러드는 프로그래머가 아닌 사람들도 게임을 만들 수 있도록 드래그 앤드 드롭방식을 채택했으며, 기존의 CUI방식의 게임 개발이 아닌 GUI방식을 활용하고 있다. 이 엔진은 주로 소비자나 그래픽 디자이너들도 사용되며 게임 개발자들의 프로토타이핑에도 이용되고 있다.
현재 게임샐러드는 전 세계 189개 국가에 있는 750,000명 이상의 개발자들에 의해 사용되고 있으며, 이들은 2009년 이래로 20만 개 이상의 게임을 만들어오고 있는데 그 중 80개 정도의 게임이 U.S. App Store's Top 100 Games에 이름을 올렸다. 월 평균 App Store 게임의 15%가 게임샐러드 툴을 이용하며 만들어지고 있다.

## 툴의 특징

### 제작
- 멀티플랫폼 지원 - 게임샐러드는 공용의 웹 기반 인터페이스를 기반으로 하여 iOS나 안드로이드 등 다양한 플랫폼으로 퍼블리싱 가능하다. 또한 메트로 스타일 애플리케이션 형태로 윈도우 8에 퍼블리싱하거나 HTML5 위젯으로 웹에 퍼블리싱 가능하다.[2]

- 드래그 & 드랍 - 드래그 & 드랍 방식을 활용하여 데스크탑에 파일을 드래그하듯이 쉽게 디자인이나 사운드를 불러들일 수 있다. Behavior들을 적용시키는 것도 마찬가지이다.[2]

- 물리 구현 - 내장된 물리 엔진을 활용하여 혁신적인 게임 매커니즘을 만들 수 있다.[2]

- Behavior 시스템 - Behavior는 게임 내 오브젝트에게 주어지는 일정한 행동방식을 의미한다.[3] 게임샐러드에서는 라이브러리로 주어지는 Behavior들을 이용하여 이동, 상태 변화, 충돌, 저장 등의 기능을 만들거나 기존의 Behavior들을 조합하여 새롭고 더 복잡한 기능을 만들기 때문에 프로그래밍에 대한 지식이 없더라도 게임을 만들 수 있게 된다.

### 테스트
- 실시간 수정 - 사용자는 게임이 실행되고 있는 동안에 씬 수정을 할 수 있다. 오브젝트의 원래 상태가 게임 실행 중에도 반투명하게 표시되어 제공된다. 또한 정확하고 중요한 게임상의 통계치들이 실시간으로 제공되는 것 또한 특징적이다.[2]

- 게임 프리뷰 - 게임샐러드는 특정한 프리뷰 모드를 제공하여 디버깅과 테스트, 그리고 메모리 사용을 체크할 수 있는데 이는 데스크탑과 모바일 두 플랫폼에서 상호 연동된다. 각 플랫폼에 애플리케이션만 설치되어 있다면 하드웨어 시뮬레이터 없이도 무선인터넷(Wi-Fi)으로 플랫폼 간에 업로드 및 실행이 가능하다. 또한 애플리케이션에 최근 테스트한 게임 데이터가 애플리케이션에 남아있어 이동 중에도 모바일을 통해 테스트해볼 수 있다.[2]

### 관리
- 직관적인 포트폴리오 정보 - 게임 컨텐츠들을 게임샐러드를 통해 제작할 때마다 데이터가 저장되어 포트폴리오로 관리가 가능하다.[2]

- 게임샐러드 웹사이트 - 게임샐러드 웹사이트에서 제공되는 마켓플레이스에서 스프라이트, 그래픽, 프로젝트들을 사고 팔 수 있도록 되어있고 또한 포럼을 통하여 궁금증을 해결할 수 있도록 되어 있다. 이 곳에서 자신의 게임을 홍보하는 것도 가능하다.[2]

## 다른 툴과의 비교
| 틀 이름    | 자료현황  | iOS 퍼블리싱 비용 | 안드로이드 퍼블리싱 비용 |
| ---------- | --------- | ----------------- | ------------------------ |
| 게임샐러드 | 거의 없음 | 무료              | 32만 7천원               |
| Unity3D    | 많음      | 44만원            | 44만원                   |
| 코코스2D   | 많음      | 무료              | 지원 안 함               |
| GameMaker8 | 많음      | 32만 5천원        | 32만 5천원               |

## 같이 보기
- 게임 엔진